# 용강초등학교 (전북)
용강초등학교는 대한민국 전라북도 고창군 상하면 용정리 30에 있었던 공립 초등학교이다.

## 연혁
- 1963년 11월 28일 설립인가
- 1964년 3월 1일 상하국민학교 용정분교장 개교
- 1968년 3월 1일 용강국민학교 승격
- 1996년 3월 1일 용강초등학교로 개칭
- 2002년 3월 1일 폐교